# Renato Bacigalupo
Renato Bacigalupo (Rapallo, 8 luglio 1908 – Rapallo, 6 ottobre 1979) è stato un nuotatore italiano.
Fratello di Luigi Bacigalupo, altro forte nuotatore del periodo, è stato uno dei migliori nuotatori italiano alla metà degli anni '20 del XX secolo nelle distanze lunghe dello stile libero (400 e 1500).

## Carriera
Sedicenne ha partecipato ai giochi olimpici di Parigi del 1924 e nello stesso anno ha vinto i titoli italiani nei 400 e 1 500 metri stile libero, ripetendo la doppietta anche nel 1925 e nel 1926 e meritandosi la convocazione per gli europei di Budapest del 1926 dove con la staffetta 4 × 200 m stile libero è arrivato quinto in finale con Gianni Patrignani, Emilio Polli e Bruno Parenzan. L'anno dopo gli europei si sono svolti a Bologna e Renato è stato finalista due volte, quinto nei 400 m e quarto con la staffetta formata da lui, Ettore de Barbieri, Antonio Conelli e Polli. Nel 1930 e nel 1933 ha nuotato anche ai Giochi mondiali universitari vincendo in totale tre argenti e un bronzo.
È stato primatista italiano dei 400 m stile libero nel 1928 con 5'27"2 e della staffetta 4 × 200 m nel 1930 con il tempo di 9'39"4.

## Palmarès
| Giochi Olimpici        | 400 m st. libero | 1500 m st. libero         | 4 × 200 m st. libero            |
| 1924 Parigi Francia    | ---              | elim. in batteria 23'04"4 | elim. in semifinale - 11'00"4 : |
| Campionati europei     | 400 m st. libero | 1500 m st. libero         | 4 × 200 m st. libero            |
| 1926 Budapest Ungheria | ---              | ---                       | 5º - 10'49"5 :                  |
| 1927 Bologna Italia    | 5º 5'35"0        | elim. in batteria 22'30"8 | 4º - 10'19"0 :                  |

Altri risultati
- Giochi mondiali studenteschi 1930 - Darmstadt

400 m stile libero: argento, 5'28"7
1500 m stile libero: argento, 22'54"4
4 × 100 m stile libero: bronzo
- Giochi mondiali studenteschi 1933 - Torino

4 × 200 m stile libero: argento

### Campionati italiani
7 titoli individuali e 1 in staffetta, così ripartiti:
- 4 nei 400 m stile libero
- 3 nei 1500 m stile libero
- 1 nella 4 × 200 m stile libero

| Anno | Edizione | st.libero 100 m | st.libero 400 m | st.libero 1500 m | st.libero 4 × 200 m |
| ---- | -------- | --------------- | --------------- | ---------------- | ------------------- |
| 1921 | Estivi   | -               | -               | -                | 3                   |
| 1924 | Estivi   | -               | 1               | 1                | 1                   |
| 1925 | Estivi   | -               | 1               | 1                | -                   |
| 1926 | Estivi   | -               | 1               | 1                | -                   |
| 1927 | Estivi   | -               | 2               | 2                | -                   |
| 1928 | Estivi   | -               | 1               | 2                | -                   |
| 1929 | Estivi   | -               | 2               | -                | -                   |
| 1930 | Estivi   | 3               | -               | -                | -                   |
| 1931 | Estivi   | 3               | -               | -                | -                   |
| 1933 | Estivi   | -               | -               | -                | 2                   |